# Wolf William Zülzer
Wolf William Zülzer (* 24. Mai 1909 in Berlin; † 20. März 1987 in Washington, D.C.) war ein deutsch-US-amerikanischer Hämatologe und Kinderarzt. Er leistete wichtige Beiträge zur Erforschung von Bluterkrankungen bei Kindern und gilt als Mitentdecker der megaloblastären Anämie im Kindesalter. Für seinen Namen war nach seiner Emigration in die USA vor allem im englischsprachigen Raum auch die Schreibweise ohne Umlaut als Wolf William Zuelzer im Gebrauch.

## Leben
Wolf William Zülzer wurde 1909 in Berlin als Sohn des Arztes Georg Ludwig Zülzer geboren und studierte zunächst von 1927 bis 1928 französische Literatur an der Sorbonne in Paris sowie anschließend von 1929 bis 1930 Philosophie und romanische Philologie an der Universität Heidelberg bei Karl Jaspers und Ernst Robert Curtius. Im Jahr 1930 wechselte er zu einem Medizinstudium, das er an der Universität Bonn und an der Universität Berlin absolvierte, bevor er 1933 aufgrund seiner jüdischen Abstammung gezwungen war, das Studium in Berlin abzubrechen. Er beendete es 1935 an der Deutschen Universität in Prag mit dem Doktorat und immigrierte anschließend, wie ein Jahr zuvor bereits sein Vater, in die Vereinigten Staaten.
Nach einem Praktikum in Pädiatrie am Massachusetts General Hospital und einer einjährigen unbezahlten Stelle in der Pathologie des Boston Children’s Hospital ging er 1941 nach Detroit und später an das Children’s Memorial Hospital in Chicago, an dem er seine Ausbildung fortsetzte. 1945 wurde zum Assistenzprofessor für Pathologie und Pädiatrie sowie zwei Jahre später zum Professor für pädiatrische Forschung an der Wayne State University ernannt. Von 1955 bis 1975 war er Direktor des Child Research Center of Michigan und medizinischer Direktor des Michigan Community Blood Center, anschließend leitete er von 1976 bis 1979 die Abteilung für Bluterkrankungen des National Heart, Lung and Blood Institute in Bethesda, Maryland.
Wolf William Zülzer war zweimal verheiratet und hatte mit seiner ersten Frau zwei Töchter. Er starb 1987 in Washington, D.C. an Leukämie.

## Wirken
Schwerpunkte der Forschung von Wolf William Zülzer waren Störungen der Bildung und Funktion des Blutfarbstoffs Hämoglobin, insbesondere bei Thalassämien und bei der Sichelzellenanämie, sowie die Hämolyse bei Rhesus-Inkompatibilität und akute Leukämien bei Kindern. Nach ihm sind verschiedene hämatologische Krankheitsbilder benannt, so das Jirásek-Zuelzer-Wilson-Syndrom, das Zuelzer-Kaplan-Syndrom und das Zuelzer-Ogden-Syndrom.
Neben seinem ärztlichen und wissenschaftlichen Wirken betätigte er sich auch schriftstellerisch und veröffentlichte unter anderem ein Buch zur Watergate-Affäre und eine biographische Abhandlung über den deutschen Arzt Georg Friedrich Nicolai.

## Auszeichnungen
Wolf William Zülzer erhielt von der Amerikanischen Akademie für Pädiatrie 1949 für seine Entdeckung der megaloblastären Anämie im Kindesalter den Mead Johnson Award sowie 1985 den John Howland Award. Darüber hinaus wurde er 1965 mit dem Emily Cooley Memorial Award und 1976 mit dem Morten Grove-Rasmussen Memorial Award der Vereinigung Amerikanischer Blutbanken ausgezeichnet.

## Werke (Auswahl)
- Selbstzerstörung der Demokratie? Ein amerikanisches Lehrstück. Piper, München 1975, ISBN 3-492-02121-2.
- Der Fall Nicolai. Societäts-Verlag, Frankfurt am Main 1981, ISBN 3-7973-0384-X.
- Keine Zukunft als „Nicht-Arier“ im Dritten Reich. Erinnerungen eines Ausgewanderten. In: Walter H. Pehle (Hrsg.): Der Judenpogrom 1938. Von der „Reichskristallnacht“ zum Völkermord. Fischer Taschenbuch Verlag, Frankfurt/Main 1988, ISBN 3-596-24386-6, S. 146–159.